# Dohrniphora arcuata
Dohrniphora arcuata är en tvåvingeart som beskrevs av Brown och Giar-Ann Kung 2007. Dohrniphora arcuata ingår i släktet Dohrniphora och familjen puckelflugor.
Artens utbredningsområde är Guyana. Inga underarter finns listade i Catalogue of Life.